# Kolonia Różaniecka
Kolonia Różaniecka (lub Kolonia Różaniec) – część wsi Wola Różaniecka w Polsce położona w województwie lubelskim, w powiecie biłgorajskim, w gminie Tarnogród.
W latach 1975–1998 Kolonia Różaniecka administracyjnie należała do województwa zamojskiego.
Wierni Kościoła rzymskokatolickiego należą do parafii św. Antoniego Padewskiego w Różańcu.